# Bahnrad

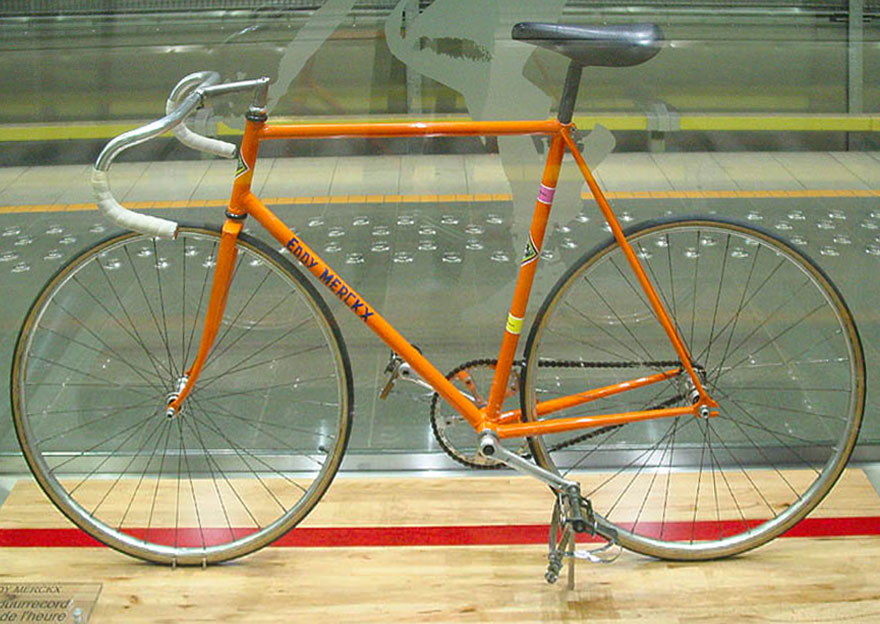
Das 5,75 kg leichte Bahnrad von Eddy Merckx, mit dem er 1972 den Stundenweltrekord aufstellte

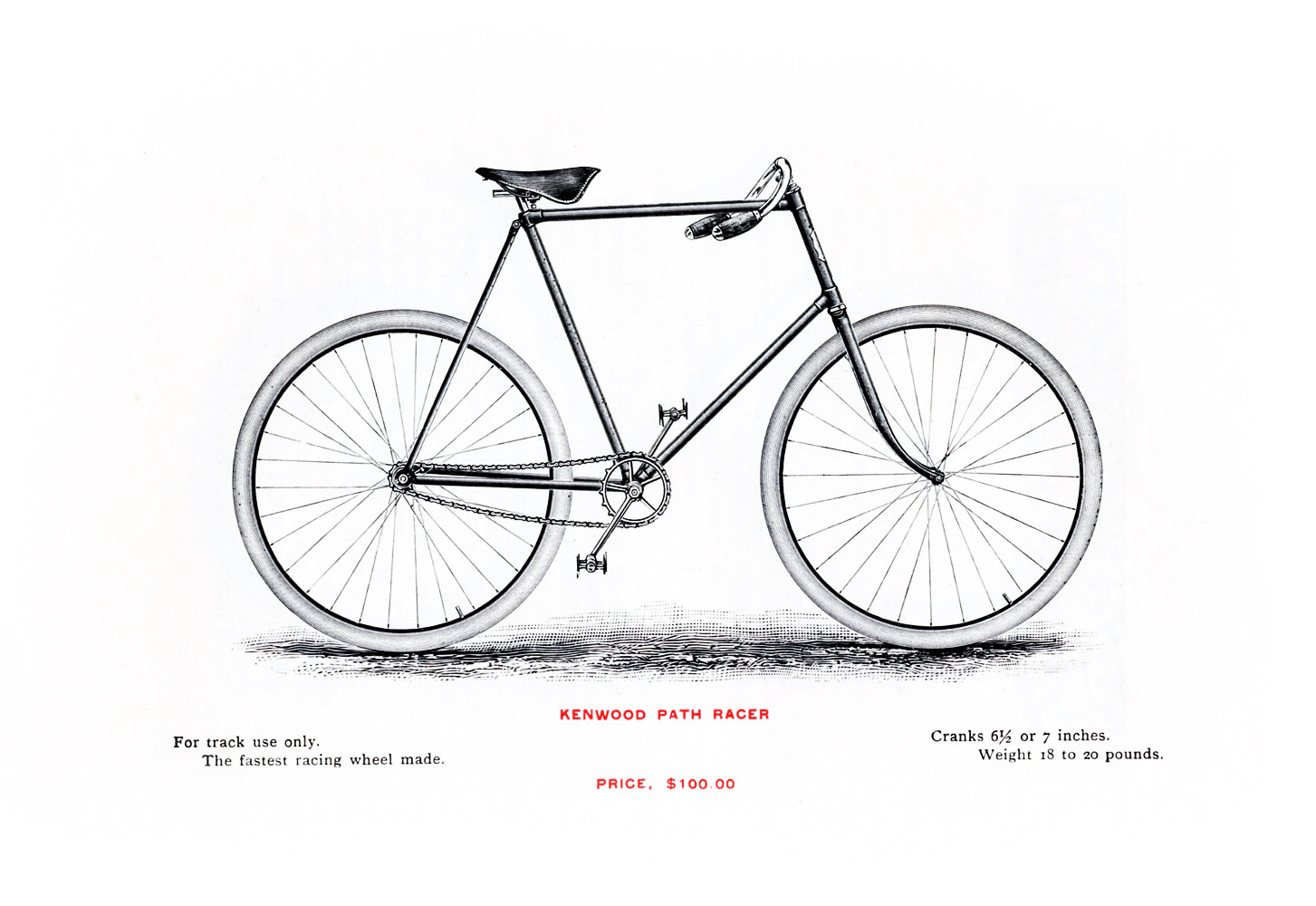
Skizze eines Bahnrades von 1923

Ein Bahnrad (auch Bahnmaschine) ist ein Rennrad für Bahnrennen. Es besitzt weder Bremsen noch eine Schaltung oder Freilauf und weist eine andere Rahmengeometrie als Straßenrennräder auf.
Bahnräder sind grundsätzlich nach den gleichen Bauprinzipien konstruiert, die auch bei Rennrädern für den Straßenradrennsport Anwendung finden, doch einige davon sind stärker hervorgehoben: Im Mittelpunkt steht dabei die Wendigkeit des Fahrers auf dem Rad – d. h. das Rad soll so unmittelbar wie möglich auf Lenkmanöver des Fahrers reagieren.

## Grundprinzipien
Folgende Grundprinzipien ergeben sich somit für Bahnräder:
- Radstand: während bereits Straßenrennräder einen gegenüber gewöhnlichen Gebrauchsrädern verkürzten Radstand von 95–100 cm aufweisen, liegt dieser bei Bahnrädern gewöhnlich unter 95 cm;
- Steuerrohrwinkel: Während für Straßenräder Steuerrohrwinkel zwischen 72 und 74 Grad angestrebt werden, weisen Bahnräder steilere Steuerrohre mit Winkeln auf, die teilweise deutlich über 74 Grad liegen. Der Steuerrohrwinkel beeinflusst den Nachlauf eines Fahrrades: je steiler der Winkel, desto geringer der Nachlauf. Da der Nachlauf die Lenkeinschläge dämpft, ist ein Rad mit hohem Nachlauf träger, aber richtungsstabiler. Da diese Eigenschaft im Bahnradsport nicht gewünscht ist, wird der Nachlauf gering gehalten: Das Bahnrad wird somit durch das steilere Steuerrohr wendiger, aber auch in seinem Geradeauslauf nervöser.

## Spezifische Bauprinzipien und technische Besonderheiten von Bahnrädern
Während die vorgenannten Eigenschaften das Bahnrad graduell vom Straßenrennrad unterscheiden, weisen Bahnräder weitere Besonderheiten auf:
- Tretlager: Während Straßenrennräder gegenüber Gebrauchsrädern ein deutlich abgesenktes Tretlager besitzen, ist das Tretlager bei Bahnrädern wiederum 3–5 cm höher gelegt, um ein Aufsetzen mit den Kurbeln in den Kurven beziehungsweise bei Ausweichmanövern auszuschließen.
- Fehlen von Schaltung und Bremsen, starrer Gang: Um bei der hohen Geschwindigkeit und den engen Verhältnissen auf der Bahn die Gefahr von Stürzen zu verringern, haben Bahnräder weder Freilauf noch Bremse, der sog. starre Gang ist vorgeschrieben, weshalb sie auch keine Schaltung besitzen. Der starre Gang bewirkt, dass beim Fahren permanent mitgetreten werden muss. Um nicht auf einen anderen Fahrer aufzufahren, weicht man aus – vor allem nach rechts, weil durch die Bahnüberhöhung dann sofort die Geschwindigkeit verringert wird. Im Notfall kann die Geschwindigkeit auch durch „Kontern“, d. h. Gegenhalten mit Muskelkraft gegen das sich drehende Pedal, verringert werden. Da die Straßenverkehrszulassungsordnung u. a. mindestens zwei Bremsen vorschreibt (StVZO § 65 Absatz 1), ist die Verwendung von Bahnrädern ohne Bremsen im öffentlichen Straßenverkehr in Deutschland nicht erlaubt.
- Steifigkeit und Gewicht: Bahnräder müssen vor allem die besonderen Kräfte (v. a. Beschleunigung, Richtungsänderungen und Fliehkräfte in Kurven) aushalten. Aus diesem Grunde kommt es nicht so sehr auf das Gewicht als auf die Stabilität an.
- Bereifung: Als Bereifung kommen mehrheitlich 27-Zoll-Schlauchreifen zum Einsatz. Sie können stärker aufgepumpt werden als die von normalen Fahrrädern bekannten Drahtreifen oder Faltreifen und halten somit stärkeren Belastungen stand. Bei Bahnrennen sind Schlauchreifen von der UCI aus Sicherheitsgründen vorgeschrieben.
- Achsbreite: Im Gegensatz zur Standardachsbreite von 130 mm beim normalen Rennrad bzw. 135 mm beim Mountainbike haben Bahnräder aufgrund des fehlenden Ritzelpaketes eine auf 120 mm verringerte Einbaubreite am Hinterrad.

## Position des Fahrers
Die Position des Fahrers ist auf dem Bahnrad in der Regel stärker gebeugt. Es wird im Wettbewerb oft in der „Unterlenkerhaltung“ gefahren. Wegen des hohen Drucks in den Kurven und um bei dauernder Unterlenkerhaltung eine bequemere Haltung der Hände am Lenker zu ermöglichen, drehen viele Fahrer die Lenkerenden stärker nach unten, so dass gegenüber den üblichen 15 bis 25 Grad Neigung oft Neigungen bis zu 45 Grad anzutreffen sind.
Wegen der höheren Trittfrequenz und den auf der Bahn verwendeten kürzeren Kurbeln wird häufig eine um 0,5 bis 1 cm niedrigere Sattelposition eingestellt.

## Geschwindigkeit, Übersetzung, Trittfrequenz und Kurbellänge
Grundsätzlich stehen die drei Größen Geschwindigkeit, Übersetzung und Trittfrequenz in einem festen Verhältnis: Je größer die Geschwindigkeit, desto größer ist bei gleichbleibender Übersetzung die Trittfrequenz, je kleiner die Übersetzung, desto größer ist wiederum bei gleichbleibender Geschwindigkeit die Trittfrequenz.
Auf der Bahn ist beides anzutreffen: höhere Geschwindigkeiten bei durchweg kleineren Übersetzungen. Deshalb liegen die Trittfrequenzen bei Bahnrennen mit 110 bis 160/min durchweg höher als auf der Straße (85/min bis 120/min – am Berg sogar bis unter 50). Höhere Übersetzungen, die eine niedrigere Trittfrequenz ermöglichen würden, entsprechen nicht der Leistungsstruktur der Bahnwettbewerbe und hemmen den Fahrer in seiner Beweglichkeit bei besonderen Fahrmanövern.
Bei der Beurteilung der Wirksamkeit und Angemessenheit einer Übersetzung ist neben der nominellen Übersetzung als Zahlenverhältnis von Kettenblatt zu Zahnkranzpaket auch die Kurbellänge zu berücksichtigen. Sie bestimmt neben der Übersetzung und der Geschwindigkeit die Kontraktionsgeschwindigkeit der Muskulatur mit. So ermöglicht eine Kurbellänge von 180 mm bei einer Übersetzung von 53/17 beispielsweise die gleiche Kontraktionsgeschwindigkeit und den gleichen durchschnittlichen Krafteinsatz wie eine Kurbellänge von 170 mm bei einer Übersetzung von 53/18.
Ob nun von diesen beiden „gleich großen“ Übersetzungen die eine oder die andere gewählt wird, hängt von verschiedenen Rahmenbedingungen ab. Dazu zählen:
- Körpergröße und Körperbau des Athleten
- Art der Belastung: Ausdauerbelastung oder Sprint.

Während bei Ausdauerleistungen auf der Straße oder Bahn längere Kurbeln bevorzugt werden, verwenden Bahnsprinter extrem kurze Kurbeln, weil sie sich im Verlaufe des ganzen Tretzyklus möglichst im kraftoptimalen Bereich bewegen wollen. (Z. B. wählte Eddy Merckx bei seinem Stundenweltrekord mit 52/14 zwar eine vergleichsweise hohe Übersetzung, verwendete aber auch mit 175 mm längere Kurbeln, als auf der Bahn bei seiner Körpergröße üblich sind.)
In Deutschland, Österreich und der Schweiz gelten für die Schüler- und Jugendklassen Übersetzungsbeschränkungen. Auf internationaler Ebene wurden diese 2023 abgeschafft.

## Vorschriften
Die UCI hat genau festgelegt, wie Bahnräder aussehen müssen.
Die Form von Zeitfahrmaschinen im Bahnradsport ist für Rekordfahrten wie bspw. den Stundenweltrekord streng vorgeschrieben und entspricht weitestgehend dem technischen Stand der Räder, die auf der Straße bei Zeitfahren verwendet werden. So verwendete Jens Voigt bei seinem Stundenweltrekord im Herbst 2014 ein umgebautes Straßen-Zeitfahrrad. Scheibenräder sind üblich und zugelassen, werden aber nicht ausschließlich eingesetzt.

## Neue Trends
Mitte der 1980er Jahre begannen New Yorker Fahrradkuriere, Bahnräder für ihre Arbeit auf den Straßen von Manhattan zu nutzen. Dieser Trend setzte sich auch in europäischen Städten fort. Spezielle Läden, häufig in Kombination mit Fahrradkurierdiensten, bieten umgebaute Rennräder mit starrem Gang („Fixies“ von engl.: fixed gear) für den Einsatz auf der Straße an. Hierfür werden allerdings nicht immer Bremsen montiert, was die Zulassung für den öffentlichen Straßenverkehr erlöschen lässt. Einigen Fahrern reicht es, per Muskelkraft über das hintere Laufrad die Geschwindigkeit zu reduzieren. Es werden auch sogenannte „Bahnräder“ angeboten. Es handelt sich hierbei meist um Rennräder ohne Schaltung und Bremsen. Inzwischen gibt es aber spezielle „Straßenfixierahmen“ für unterschiedlichste Einsatzzwecke wie z. B. Kurierrad oder Trickrad. Diese Fahrräder haben jedoch außer ihrer äußeren Erscheinung nichts mit Bahnrädern zu tun; sie sind zum Fahren auf der Bahn ungeeignet und verboten.